# Ceków-Kolonia
Pour la gmina, voir Ceków-Kolonia (gmina).
Ceków-Kolonia est une localité polonaise, siège de la gmina de Ceków-Kolonia, située dans le powiat de Kalisz en voïvodie de Grande-Pologne.